# Brice Pelman
Pour les articles homonymes, voir Ponsart.
Brice Pelman, de son vrai nom Pierre Ponsart, né le 11 septembre 1924 à Casablanca (Maroc) et mort le 17 octobre 2004 à Nice (France), est un écrivain français.

## Son œuvre
Il est l'auteur de romans publiés aux éditions du Masque (L'Estompe), de scénarios télé (L'inspecteur Leclerc).
Il a su forger, sans tapage et hors des modes, un univers très personnel, s'affirmant, avec une soixantaine de titres aux tons très variés (il a cultivé des veines très distinctes : le noir, l'énigme, le suspense, le drame psychologique et l'humour) comme l'un des chefs de file de la collection "Spécial-Police" du Fleuve Noir et un des auteurs majeurs du policier français des années 1970.
Brice Pelman s'est singularisé par ses "intrigues où les personnages de chair et de sang sont primordiaux, loin des mécaniques bien huilées et sans âmes", comme le signale Jean-Paul Schweighaeuser (Le Polar, Larousse, 2001). Il aimait à mettre en scène notamment des enfants et des adolescents avec une réelle épaisseur psychologique (Attention les fauves !, prix Mystère de la critique 1982). Sa définition du roman policier : "un conte de fées moderne".

## Œuvre

### Romans
- Borgne à tuer (Spécial Police no 665, 1968)
- Ballet de corps (S.Pol. no 712, 1969 / Fleuve noir “ Polar 50 ” no 20, 1989)
- Un bon petit bled (S.Pol. no 764, 1969)
- Le Havre du Diable (S.Pol. no 797, 1970 / no 1687, 1981)
- Dansez maintenant (S.Pol. no 827, 1970 / no 1738, 1982)
- Opération à coffre ouvert (S.Pol. no 846, 1971)
- Deuil pour deuil (S.Pol. no 867, 1971 / 1765, 1982)
- Les Cafards (S.Pol. no 911, 1971)
- Morte avant terme (S.Pol. no 933, 1972 / no 1590, 1980)
- Le Souffre-douleur (S.Pol. no 960, 1972 / no 1801, 1983)
- Angela (S.Pol. no 977, 1972 / no 1653, 1983)
- Les Mues et les morts (S.Pol. no 1003, 1973)
- Sex and bacon (S.Pol. no 1030, 1973 / no 1822, 1983)
- Anatomie d’un casse (S.Pol. no 1054, 1973)
- Conakry, c’est fini (S.Pol. no 1081, 1974)
- La Lézarde au soleil (S.Pol. no 1096, 1974)
- Croque-mort à toute heure (S.Pol. no 1177, 1975)
- Psychodrame (S.Pol. no 1273, 1976)
- Mourir au paradis (S.Pol. no 1304, 1976)
- Le Congélateur (S.Pol. no 1309, 1977)
- Annabelle, qui es-tu ? (S.Pol. no 1335, 1977)
- Une rousse comme ça (S.Pol. no 1393, 1978)
- Chloé en eau trouble (Fleuve noir “ Grands Succès ”, 1978)
- Les Balcons de la Mescla (S.Pol. no 1432, 1978)
- Celle qui rôdait (S.Pol. no 1444, 1978)
- Le Ver dans l’île (S.Pol. no 1464, 1979)
- La Baronne est servie (S.Pol. no 1483, 1979)
- Welcome & Zoé (S.Pol. no 1505, 1979)
- Le Gourou du Pirée (S.Pol. no 1524, 1979)
- La Péniche au trésor (S.Pol. no 1551, 1980)
- La Tête de travers (S.Pol. no 1571, 1980)
- La Maison dans les vignes (S.Pol. no 1578, 1980 / Cr. no 5, 1991)
- Lady Sex (S.Pol. no 1623, 1981)
- Échec au mage (S.Pol. no 1628, 1981)
- Attention les fauves (S.Pol. no 1641, 1981 / Cr. no 13, 1991, prix Mystère de la critique 1982)
- L’Inconnue du téléphone (S.Pol. no 1662, 1981)
- In vino veritas (S.Pol. no 1692, 1982)
- La Chignole du diable (S.Pol. no 1708, 1982)
- Un innocent, ça trompe (S.Pol. no 1727, 1982 / Denoël "Sueurs Froides", 1991, grand prix Georges-Guille du Roman Policier 1982)
- L’Affaire d’Hauterive (S.Pol. no 1767, 1983)
- Terminus Portofino (S.Pol. no 1784, 1983)
- Métro-Convention (S.Pol. no 1841, 1983)
- L’Échappée belle (S.Pol. no 1875, 1984)
- L’Avenir dans le dos (S.Pol. no 1888, 1984)
- Passe-passe (S.Pol. no 1917, 1985)
- Le Jardin des morts (S.Pol. no 1941, 1985)
- La Connivence (S.Pol. no 1986, 1985)
- Kiss-me beach (S.Pol. no 2022, 1986)
- La Bascule (L’Instant noir no 14, 1987)
- La Véritable Histoire du chat jaune (Denoël "Sueurs froides", 1989)
- La Danseuse (Sueurs Froides, 1990)
- Les Plumes du paon (Fleuve noir "Crimes" no 20, 1992)
- La Troisième victime (Fleuve noir "Crimes" no 30, 1992)

### Série Pierre Meysonnier
1. Le Trésor de la casbah Souira (Fleuve noir “ Aventures & Mystères ” no 12, 1995)
2. La Pierre Makatea (Fleuve noir “ SF mystère ” no 13, 1998)

### Sous le pseudonyme de Pierre Darcis
- Le Cadavre et moi (Fayard L'Aventure criminelle no 72, 1960)
- Un pavé pour l’enfer (Le Masque no 835, 1964)
- L’Estompe (Le Masque no 881, 1965)
- L’Amour à vif (Encre “ Étiquette noire ”, 1985)

### Série Espionnage, sous le pseudonyme de Pierre Darcis
1. Le Syndicat des agents doubles (Le Masque "Service secret" no 22, 1965)
2. Les Cadavres de l’Elbe (Le Masque no 953, 1967)

### Nouvelles
- Complexe posthume (in Mystère magazine no 168, janvier 1962)
- Une seule balle (in Le Saint détective magazine no 111, mai 1964)
- Sous l’œil des caméras / Passage à l’acte (in MM no 235, août 1967 / in Nous Deux no 2601, 06/05/1997)
- La Main Passe (Mystère magazine no 300, févr. 1973)
- L’Emballeur / Le Voyage manqué (in Polar hors série no 1, août 1980 / in Bonne Soirée no 4009, 09/12/1998)
- Meurtre en différé (in 813 no 3, septembre 1981)
- Mister Plus (in 813 no 5, septembre 1982)
- Choc en retour (in Cahiers pour la littérature populaire no 2, 198)
- Faites-moi confiance (in Nouvelles noires, Encre “ Étiquette noire ”, 1985)
- Pourquoi faites-vous ça ? / Au nom du crime (in Mystères 87, LdP no 6365, 1987 / in Nous Deux no 2592, 04/03/1997)
- Je l’aurais tant aimée (in Black Label, L’Instant “ L’Instant noir ” no 17, septembre 1987)
- Le Saumon / Dîner maudit / Le Grand gâchis (in Nouvelles nuit no 1, mai 1989 / in Nous Deux no 2588, 04/02/1997 / in Côté femme no 30, 05/04/2000)
- Poye-poye (in Potions rouges, Julliard “ La Bibliothèque criminelle ” no 3, 1990)
- Faits divers
- Le Vide-ordures (in Enfants rouges, Julliard “ La Bibliothèque criminelle ” no 5, janvier 1991)
- La Prédiction de Mme Irma / Quand la mort mène le bal (in Nouvelles, nouvelles, Polar no 22, mars 1991 / in Nous Deux no 2585, 14/01/1997)
- La Disparue de Solehau (in Une saison d’enfer, Messidor, novembre 1991)
- Miranda (in 813 no 55, mai 1996)
- Rien ne va plus ! (in Nous Deux no 2540, 05/03/1996)
- Le Grand nettoyage (in Nous Deux no 2546, 16/04/1996)
- Passions meurtrières (in Nous Deux no 2548, 30/04/1996)
- Une question de dosage… (in Nous Deux no 2553, 04/06/1996)
- La Mante religieuse (in Nous Deux no 2558, 09/07/1996)
- Le Maître chanteur (in Nous Deux no 2558, 09/07/1996)
- Le Gourou (in Nous Deux no 2562, 06/08/1996)
- L’Épreuve fatale (in Nous Deux no 2572, 15/10/1996)
- Meurtre en lieu clos (in Nous Deux no 2576, 12/11/1996)
- Un coup de pouce du destin (in Nous Deux no 2599, 22/04/1997)
- La Chambre aux rideaux tirés (in Nous Deux no 2617, 26/08/1997)
- Le Crime du Paris-Nice (in Nous Deux no 2625, 21/10/1997)
- Un prisonnier en cavale / Choc en retour (in Nous Deux no 2654, 12/05/1998 / in 813 Spéc. nouvelles no 72/73, oct. 2000)
- Un diable au paradis (in Bonne Soirée no 4028, 21/04/1999)
- La Confidente (in Côté femme no 4045, 18/08/1999)
- Les Racines du mal (in Côté femme no 50, 23/08/2000)

### Traductions signées Nicolète et Pierre Darcis
- Bruno Fisher : Pêche à l’homme (Murder in the Raw) Fayard "L'Aventure criminelle" no 54 (1959)
- Manning Lee Stokes : Nids d’espions en Corée (Under Cover of Night) Av.Cri. no 62 (1959)
- Selwyn Jepson : Des agents secrets se retrouvent (The Assassin) Av.Cri. no 64 (1959)
- Ursula Curtiss : Le Pire des crimes (The Face of the Tiger) Av.Cri. no 68 (1959)
- Andrew Garve : Héros à vendre (A Hero for Leanda) Av.Cri. no 78 (1960)
- Mignon G. Eberhart : Pour en finir avec Melora (Melora) Av.Cri. no 83 (1960)
- William Campbell Gault : Où peut se cacher Rosa ? (Ring Around Rosa) Av.Cri. no 91 (1960)
- Andrew Garve : Meurtre à Moscou (Murder in Moscow) Av.Cri. no 95 (1961)

## Prix
- Prix Mystère de la critique 1982 pour Attention les fauves[1]
- Grand prix Georges-Guille du roman policier